# トランスフォーマー ザ・リバース
『トランスフォーマー・ザ・リバース（The Transformers: The Rebirth）』は、『トランスフォーマー』シリーズのアニメ作品の一つ。アメリカでは1987年11月9日から11月11日の3日間にかけて放送された。

## 概要
日本で言う『戦え!超ロボット生命体トランスフォーマー2010』のアメリカ版での続編となる作品で、3話構成のミニシリーズ。番組としては、『The Transformers』の第4シーズンに当たり、「The Rebirth」というタイトルは、番組名を表すものでは無く、第1作の「More Than Meets The Eyes」などと同様のサブタイトルである。
『トランスフォーマー』のアメリカ国内における新規アニメシリーズは本作で一旦終了し、その後はコミックやテレビCMなどでメディア展開を行っていくことになる。
同年に日本で放送された『トランスフォーマー ザ☆ヘッドマスターズ』とはパラレルワールドとして扱われており、共通しているのは玩具展開のみで、ストーリーやキャラクター面での時系列上の繋がりは存在しない。

### 日本での展開
本作品は長らく日本未公開だったが、1996年にタカラから『ザ☆ヘッドマスターズ』のLDボックス発売に際して映像特典として収録され、その際に新規に日本語による吹き替えも行なわれた。
吹き替え版ではこれまでの作品に登場したキャラクターは、コンボイ、ガルバトロン、ナレーター以外は全員声優が変更されており、同じ用語であってもそれまでの日本語訳と異なる翻訳をされているものもある。
上記のLDボックス発売以降も下記の映像ソフトに映像特典の形で収録されている。
- 『2010』LDボックス（1999年再販版/パイオニアLDC）
- 『2010』DVDボックス（2001年、2014年再販版/パイオニアLDC→NBCユニバーサル・エンターテイメントジャパン）
- 【イッキ見!】戦え!超ロボット生命体トランスフォーマー&2010 ダブル Blu-ray SET DISC3（2017年/NBCユニバーサル・エンターテイメントジャパン）

インターネットではGyaOで2006年1月14日から一定期間配信され、2018年以降はdアニメストアで全3話が配信されている。
2007年7月21日と2010年5月22日にはカートゥーン ネットワークでテレビ放送が行われた。

## ストーリー
プラズマエネルギーを巡って、セイバートロン星と惑星ネビュロンを舞台に、新戦士ヘッドマスター、ターゲットマスターを加えたサイバトロンとデストロンの戦いの物語。

## 日本語版において旧シリーズから変更されている名称
多くが海外名をそのまま日本語訳したものである。
（従来の名称⇒The Rebirth 日本語版での名称）
- セイバートロン星⇒サイバトロン星
- アルファートリン⇒アルファ・トライオン
- ホットロディマス⇒ホットロッド
- チャー⇒カップ
- ベクターシグマ⇒ベクトル・シグマ
- テックボット⇒テクノボット（字幕ではテックロボット）
- スロットルボット⇒スロットロボット
- スコーポノック⇒スコーピオン - 日本語版の劇中で「スコーピオン」と呼ばれているキャラクターの海外名は「Scorponok（スコーポノック）」であり、翻訳スタッフの誤訳と思われる。「戦え!超ロボット生命体トランスフォーマー2010 DVD-BOX（The Rebirth収録）」のブックレットでは、「スコーピオン（スコーポノック）」と注記されている。

## 登場キャラクター

### サイバトロン戦士/Heroic Autobots
コンボイ/Optimus Prime
声 - 玄田哲章/英 - ピーター・カレン
本作品では、全編を通して総司令官のままであり、日本での展開とは異なり存命のまま物語は完結している。ベクターシグマと一体化した際に、アルファートリンから、セイバートロン星の黄金期の復活が近いこととその鍵はトランスフォーマーと人間の合体にあることを知り、その歴史的転換点の立会人となる。
ウルトラマグナス/Ultra Magnus
声 - 相沢正輝/英 - ジャック・エンジェル
コンボイが留守の間、セイバートロン星のサイバトロン戦士たちの指揮を任される。

#### ヘッドマスター/Headmaster Autobots
元々は通常のトランスフォーマーであった者の頭部を分離、改造したことにより誕生した新戦士。トランスフォーマーが人間とパートナーを組むともっと強くなれるというブレインストームの考案を元に生み出された。
胴体のみとなった本体にエクソスーツをまとったパートナーが頭部に変形して合体、スーツを脱いだ状態で本体内部のコックピットに座る。胴体とパートナーの人格は合体後も別々であり、互いの意思を交わしながら共に行動する。パートナーとなるのはハイブの圧政に抵抗する4人のネビュラン・レベル（指導者層）と地球人のスパイクとダニエルの親子。
ハイブロウ / Highbrow
声 - 柳沢栄治 / 英 - ジョニー・ハイマー
本作品のヘッドマスターズのリーダー格。ヘリコプターに変形するサイバトロン戦士。野蛮な戦争を嫌い、常に話し合いでの解決を求めるが、独りよがりな性格。当初はパートナーであるゴートに不満を持っていた。
スコーポノックと彼の変形シーンがアイキャッチに採用されている。
ゴート / Gort
声 - 安井邦彦 / 英 - マイケル・ベル
ハイブロウのパートナー。ネビュラン・レベルのリーダー。
ブレインストーム/Brainstorm
声 - 中博史 / 英 - マイケル・ベル
次から次へと湧き上がるアイデアを抱えるマッドサイエンティストで、本作品に登場するヘッドマスターシステムの立案者である。光速ジェット機に変形するサイバトロン戦士。
海外の玩具設定では後にプリテンダーシステムを考案した。
アルカナ / Arcana
声 - 坂口賢一 / 英 - ジャック・エンジェル
ブレインストームのパートナー。ネビュラン・レベル一の賢者。ゴートと共にハイブへの戦略を立てていた。ブレインストームの無鉄砲でありながら、それゆえに湧き出る斬新なアイディアを買って相方に選んだ。
クロームドーム / Chromedome
声 - 安井邦彦/英 - フランク・ウェルカー
パワーカーに変形するサイバトロン戦士。テックスペックによれば天才プログラマー。
スタイラー / Stylor
声 - 成田剣 / 英 - チャーリー・アドラー
クロームドームのパートナー。テックスペックによるとネビュロンの貴族。
ハードヘッド/Hardhead
声 - 伊藤栄次/英 - スティーブ・ブリン
高速戦車に変形するサイバトロン戦士。頑固な性格で口数も少ない。常に自分流の作戦を好み、他人の言うことを聞こうとしない。ブレインストームのアイデアを批判していた。
デュロス / Duros
声 - 宝亀克寿、堀川仁（第2話以降） / 英 - チャーリー・アドラー
ハードヘッドのパートナー。戦闘のベテラン。自分たちは上手くいくと思い、パートナーになった。
アーシー/Arcee
声 - 湯屋敦子 / 英 - スーザン・ブルー
ムービーより登場する女性戦士。スーパーカーに変形。ダニエルとパートナー関係にあり、彼のエクソスーツが変形、頭部となる。
アーシーのヘッドマスター化は本作品のみのオリジナルであり、玩具も発売されていないが、幾つかの商品化プランは検討されていた。
セレブロス（フォートレス）/ Cerebros
声 - 成田剣/英 - ジョニー・ハイマー
本来は争いを好まないトランスフォーマーだが、デストロンに囚われたダニエルを救出するため、スパイクをパートナーとしヘッドマスターとなる。フォートレス・マキシマスの頭部にトランスフォームする他、小さなサイバトロンシティに変形する。
フォートレス・マキシマス / Fortress Maximus
声 - 安井邦彦/英 - スティーブ・ブリン
ヘッド部分のスパイクと分離したセレブロスが頭部に変形し戦艦マキシマスと合体することにより誕生する巨大戦士。本作品の戦艦マキシマスはサイバトロンシティ形態で宇宙を航行する。第3話で肉弾戦によりスコーピオンと対決した。
このフォートレス・マキシマスに付属するスパイクは、トランスフォーマー史上初の通常の玩具ラインで発売された地球人のキャラクターであるが、こういった付属品の形ではない地球人のキャラクターの独立した玩具化は『スーパーリンク』のキッカーまで待たねばならない。

#### ターゲットマスター/Targetmaster Autobots
元々はデストロン側で開発されたターゲットマスター・システムを解析し、誕生した新戦力。それぞれのパートナーがターゲットマスターの手持ちの武器にトランスフォームする。
パートナーとなるのは6人のネビュラン・レベルで、玩具のテックスペックには、彼らのそれぞれの性格・職業などが細かく記載されているが、本作品では、6人全員が「銃の名手」（戦士層・実戦部隊）として紹介されているのみである。
『2010』でも登場したホットロディマス、チャー、ブラーの3体も、本作品では劇中でターゲットマスターとなる。海外では玩具も発売されたものの、生産数は少なかった。これらのキャラクターは日本でも玩具の発売とアニメ『ザ☆ヘッドマスターズ』への登場を予定していたが、構想段階で中止となった。後にホットロディマスとチャーが、復刻版の扱いで日本でも発売が実現された。
ポイントブランク（ブランカー）/Pointblank
声 - 坂口賢一 / 英 - ニール・ロス
スーパーカーに変形するサイバトロン戦士。
ピースメーカー / Peacemaker
声 - 相沢正輝 / 英 - スティーブ・ブリン
ポイントブランクのパートナー。テックスペックによればネビュロン人の法執行官。
シュアショット（サーショット）/ Sureshot
声 - 成田剣 / 英 - スティーブ・ブリン
スペースバギーに変形するサイバトロン戦士。
スポイルスポート / Spoilsport
声 - 坂口賢一 / 英 - ダニー・マン
シュアショットのパートナー。コンボイへの自己紹介の際、「どんな的も仕留める」と主張していた。テックスペックによると自慢屋であり、シュアショットに何も求めないとされるが、本編では指示のもとに動いていた。
クロスヘアーズ / Crosshairs
声 - 堀川仁 / 英 - ニール・ロス
普段はノリの軽い性格だが、スコーピオンへの攻撃に疑念を抱く慎重な面も併せ持つ。バギーに変形。玩具と異なり、マスク状の顔になっている。
ピンポインター / Pinpointer
声 - 相沢正輝 / 英 - フランク・ウェルカー
クロスヘアーズのパートナー。射撃の腕は自分が一番だと思っている。テックスペックではクロスヘアーズのことは信頼している模様。
ホットロッド（ホットロディマス）/ Hot Rod
声 - 高瀬右光 / 英 - リシャール・ゴーティエ
前作の司令官。スーパーカーに変形するサイバトロン戦士。
ファイアーボルト / Firebolt
声 - 柳沢栄治 / 英 - リシャール・ゴーティエ
ホットロッドのパートナー。テックスペックによると原子物理学者。
カップ（チャー）/Kup
声 - 石井隆夫 / 英 - ジョン・スティーヴンソン
ベテランの老戦士。ピックアップトラックに変形するサイバトロン戦士。本編での詳細はチャーを参照。
リコイル / Recoil
声 - 柳沢栄治 / 英 - ジョニー・ハイマー
カップのパートナー。コンボイの噂を知っていたらしい。テックスペックによるとネビュロン星の人気スポーツ・全世界プリズマボールの選手。
ブラー/Blurr
声 - 伊藤栄次 / 英 - ジョン・モシッタ二世
早口で喋る情報員。スーパーカーに変形するサイバトロン戦士。本編での詳細はブラーを参照。
ヘイワイアー / Haywire
声 -  堀川仁 / 英 - ロブ・ポールセン
ブラーのパートナー。デュロスと共にホットロッド一行を発見し、捕獲の際人間のスパイクがいることに驚いていた。コンボイへの自己紹介の際、3km離れた的でも命中させられると豪語していた。テックスペックによると興奮しやすいティーンエイジャーであり、彼の衝動性が武器を危険なものとする。

#### その他（サイバトロン）
パンチ（スペースパンチ）/Punch（デストロンモードではカウンターパンチ/Counterpunch）
声 - 宝亀克寿、柳沢栄治（第2話以降） / 英 - ジョン・モシッタ二世
日本版の「ダブルスパイ」同様サイバトロンのスパイとして活動している。サイバトロンモードとデストロンモードの両方のロボットモードにトランスフォームが可能である。クローントロンの目を欺こうとするが返り討ちに遭う。
エアーボット部隊/Aerialbots
航空部隊。セイバートロン星に降り立ったデストロンに攻撃を仕掛けるが、シックスショット1人に蹴散らされる。
プロテクトボット部隊/Protectobots
救助を主とする部隊。第3話のみの登場。ウルトラマグナスと共にセイバートロン星を制圧寸前まで追い込んだガルバトロンを一斉掃射するがデストロンヘッドマスターとデストロンターゲットマスターによる攻撃に苦戦を強いられる。
テクノボット（テックボット）部隊/Technobots
第1話のみの登場。地球に現れたデストロンと戦う。オープニングでは合体シーンを披露している。
スロットルボット部隊 / Throttlebots
第1話のみの登場。テックボットと共にデストロンと戦った。
クローンボット/Autobot Clones
同型のロボット2体がそれぞれ違うメカに変形する。スペースカーに変形するファーストレーン/Fastlane（声 - 高瀬右光/英 - ロブ・ポールセン）と、スペースジェットに変形するクラウドレーカー/Cloudraker（声 - 成田剣/英 - ダニー・マン）の2人からなる。
プラズマエネルギーのキーを探しに向かうが、見つからずに終わる。
アルファ・トライオン（アルファートリン）/AlphaTrion
声 - 中博史/英 - ジョン・スティーヴンソン
超コンピューター、ベクトル・シグマの中にその精神を残している長老。コンボイの問いかけに対し預言を託した。

### デストロン軍団/Evil Decepticons
ガルバトロン/Galvatron
声 - 加藤精三/英 - フランク・ウェルカー
ベクターシグマからプラズマエネルギー貯蔵庫の存在とそのキーの在処を知り、キーを強奪しプラズマエネルギーを利用しての全宇宙の破壊を目論む。日本での展開とは異なり、デストロンのリーダーとして健在のまま物語は完結している。

#### ヘッドマスター/Headmaster Decepticons
デストロンのヘッドマスターのパートナーとなるのはネビュロン星の特権階級でハイブのメンバー。ネビュラン・レベルとサイバトロンが開発したヘッドマスターシステムを手に入れんがためにデストロン兵士たちを捕まえ、ヘッドマスターへの改造を施そうとするも、サイクロナスの提案により動物型トランスフォーマーのみがヘッドマスターとなり、残りのメンバーがターゲットマスターとなる。
劇中ではロード・ザラクとその側近以外のハイブのメンバーはエクソスーツの中身が全員同じデザインとなっており、設定も玩具のテックスペック上の設定と異なり、ロード・ザラクに従う特権階級の人物という設定になっている。
スコーピオン（スコルポノック）/Scorponok
声 - 伊藤栄次/英 - スティーブ・ブリン
ハイブの首魁、ロード・ザラク/Lord Zarak（声 - 宝亀克寿/英 - スタン・ジョーンズ）がエクソスーツを纏い、サソリ型戦艦とデストロンシティに変形するボディと合体することにより完成する、フォートレス・マキシマスと同サイズのヘッドマスター。他のヘッドマスターとは違い、このボディはザラクが一から製作したものであり、ザラクの意思のみによって動く。デストロンたちを捕らえた際、すでにデストロンのマークが付いているという作画ミスがある。詳細はメガザラックを参照。
ウィアードウルフ/Weirdwolf
声 - 無し/英 - スティーブン・キーナー
オオカミに変形するデストロン兵士。
モンゾ / Monzo
声 - 高瀬右光/英 - ニール・ロス
ウィアードウルフのパートナー。彼の外見を見て、合体することに嘆いていた。テックスペックでは元レスラーで暗黒街の住人と設定されている。
スカルクランチャー（スカル）/Skullcruncher
声 - 無し/英 - クリス・ラッタ
ワニに変形するデストロン兵士。
グラックス / Grax
声 - 伊藤栄次 / 英 - ミルト・ジャマン
スカルクランチャーのパートナー。スコーピオンが駆けつけた際、アーシーを狙うように指示していた。テックスペックではネビュラン人の実業家。
マインドワイプ（ワイプ）/Mindwipe
声 - 伊藤栄次/英 - スティーブ・ブリン
コウモリに変形するデストロン兵士。催眠術で他者を操作することが出来る。パートナーも催眠術で従わせている。
ボラス / Vorath
声 - 伊藤栄次 / 英 - ニール・ロス
マインドワイプのパートナー。ハイブの科学者。マインドワイプを「卑しいゴミ漁り屋のオバケ」と評したが、催眠術に操られ彼に従う。テックスペックによれば元はネビュロン人の科学大臣だった。
劇中では、ボラスとモンゾの作画が入れ替わっているシーンが多々ある。
エイプフェイス/Apeface
声 - 相沢正輝/英 - リシャール・ゴーティエ
ゴリラとジェット機に変形するデストロン兵士。短気な性格。
スパズマ / Spasma
声 - 立木文彦/英 - トニー・セント・ジェイムズ
エイプフェイスのパートナー。情緒不安定であり、合体前、酸の唾を吐いていた。
スナップドラゴン/Snapdragon
声 - 石井隆夫/英 - ダン・ギルベザン
ドラゴンとジェット機に変形するデストロン兵士。
クランク/Krunk
声 - 落合弘治/英 - クリス・ラッタ
スナップドラゴンのパートナー。怒りっぽい性格で、合体前に「俺たちを怒らせるな」と忠告していた。作中ではブレインストームからキーを奪い取った。

#### ターゲットマスター/Targetmaster Decepticons
サイクロナスの提案により誕生した新戦力。パートナーとなるのはヘッドマスター同様ハイブのメンバーである。
サイクロナスとスカージは前作から引き続いての登場であり、本作品ではターゲットマスターとなったが、サイバトロンのブラー同様、この2体も玩具は日本では未発売。
スラッグスリンガー/Slugslinger
声 - 坂口賢一/英 - ピーター・カレン
ダブルジェット機に変形するデストロン兵士。好戦的な性格。
カリバースト / Caliburst
声 - 成田剣/英 - ジョニー・ハイマー
スラッグスリンガーのパートナー。お調子者で、撃つ前から「一度も外したことがない」と豪語していた。テックスペックによると元俳優。
トリガーハッピー（トリガーハーピー）/Triggerhappy
声 - 成田剣/英 - チャーリー・アードラー
スーパージェット機に変形するデストロン兵士。攻撃的な性格で、試し打ちした際、奇声を上げていた。
ブロウパイプ / Blowpipe
声 - 高瀬右光 / 英 - ジョン・モシッタ二世
トリガーハッピーのパートナー。テックスペックによるとロード・ザラクの協力者であり、嫉妬深い義兄弟。
ミスファイヤー / Misfire
声 - 中博史/英 - スタン・ジョーンズ
エアージェット機に変形するデストロン兵士。その名の通り呆れるほど射撃が下手。作中ではさらにパートナーのエイムレスに手を焼いていた。
エイムレス/Aimless
声 - 石井隆夫/英 - ミルト・ジャマン
ミスファイヤーのパートナー。殺人を生き甲斐としている。試し打ちの際、あちこちに乱射したことからミスファイヤーから「無鉄砲」と呼ばれた。テックスペックでは元建設技師であり、かつてエイムレスの建てた建築物は粗末な設計のためにほとんどが倒壊している。
サイクロナス/Cyclonus
声 - 立木文彦/英 - ジャック・エンジェル
ガルバトロンの腹心。ジェット機に変形する新生デストロン軍参謀。本編での詳細はサイクロナスを参照。
ナイトスティック / Nightstick
声 - 柳沢栄次/英 - ピーター・カレン
サイクロナスのパートナー。クランクからはリーダーと呼ばれていた。ブレインストームからキーを奪った際、彼にエクソスーツの構造を解析されたことが、サイバトロンターゲットマスター誕生のきっかけとなる。テックスペックによるとネビュロン星の犯罪王。
スカージ / Scourge
声 - 広瀬正志 / 英 - スタン・ジョーンズ
スウィープス（本作品未登場）のリーダー。ホバークラフト型宇宙船に変形する新生デストロン軍隊長。本編での詳細はスカージを参照。
フレイカス / Fracas
声 - 堀川仁 / 英 - ニール・ロス
スカージのパートナー。テックスペックでは気まぐれで協調性を欠くとされるが、作中ではザラックに忠実であり、キーを奪ったにもかかわらず戦闘を続けようとするスカージに銃口を向けていた。
ナイトスティックとフレイカスの作画が入れ替わっているシーンが多々ある。

#### その他（デストロン）
クローントロン / DecepticonsClones
同型のロボット2体がそれぞれ違うメカに変形する。ピューマに変形するパウンス/Pounce（声 - 堀川仁/英 - スタン・ジョーンズ）と、鷹に変形するウイングスパン/Wingspan（声 - 安井邦彦/英 - ピーター・カレン）のコンビ。第1話にのみ登場し、地球のサイバトロン基地からプラズマエネルギー貯蔵庫のキーを盗み出した。
シックスショット / Sixshot
声 - 柳沢栄治 / 英 - ニール・ロス
第1話にのみ登場。セイバートロン星にて、海外版での肩書きS.T.A.G（単独トランスフォーマー強襲隊）の通りエアーボットをロボットモードを除く5つの形態で次々と倒した。レーザーガン形態では単体での発砲を行わず、サイクロナスが射手となった。
コンバットロン部隊 / Combaticons
軍事兵器に変形する部隊。第3話のみ登場。
テラートロン部隊 / Terrorcons
怪獣メカに変形する部隊。セイバートロン星での戦いではオボミナス / Abominusに合体し、サイバトロンと戦っていた。
フライホイール / Flywheels
ステルス戦闘機と戦車に分離する。オープニングにのみ登場する。

### 地球人、その他
スパイク / Spike Witwicky
声 - 落合弘治 / 英 - コーリー・バートン
第1作から登場する地球人。本作品ではサイバトロンと共にネビュロン星に行き、デストロンにさらわれたダニエルを救出するためにフォートレスマキシマスを建造し、ヘッドマスターになる。地球人はプラズマエネルギーの影響を受けないため、コンボイから重要人物として扱われていた。
ダニエル / Daniel Witwicky
声 - 亀井芳子 / 英 - デヴィッド・メンデンホール
スパイクの息子。本作品ではアーシーとパートナー関係になっている。アーシーがデストロンに襲われた際、助けに入り負傷。生命維持装置につなげられ、アーシーのパートナーになる。
ナレーター
声 - 政宗一成 / 英 - ビクター・カロリー
日本語版においては「たぁぁっぷりご覧頂こう」「頑張れスパイク!」など言葉を強調した抑揚やキャラクターを応援するなど、従来より軽妙な言い回しとなっている。

## 玩具のみのキャラクター
本作は3話という短い話数で終了したが、玩具が販売されたキャラクターの多くが登場している。しかし中には玩具が販売されても劇中には登場しないキャラクターも幾つか存在する。詳細は日本版の『ヘッドマスターズ』参照。
ファイヤーボット/MonsterBot
サイバトロンの野獣ロボット。グロテス/Grotusque、ダブルクロス/DoubleCross、リパッグ/Repugnusの3体。内蔵されたギミックによって火花を飛ばすことが出来る。
ツーインワン/Duocons
デストロン。二つのビークルが合体して一体の戦士となる。バトルトラップ/BattleTrapとOPにのみ登場したフライホイール/FlyWheelsの2体。

## スタッフ
- 製作総指揮 - ジョー・バカル、マーガレット・ローシュ、トム・グリフィン
- プロデューサー - ネルソン・シン
- 監督 - 洪ジェホ（塩沢洪世）
- 撮影監督 - ジム・グラチアーノ
- 編集 - アル・ブライテンバッハ
- 音声演出 - ウォーリー・バー
- 音楽 - ロバート・J・ウォルシュ、ジョニー・ダグラス
- OPアニメーション（表記無し） - 東映動画（※過去に制作したテレビCM用アニメーションカットの流用）、AKOM
- アニメーション制作 - AKOM（表記無し）
- 制作 - サンボウ・プロダクション、マーベル・プロダクション
- 配給 - クラスター・テレビジョン
- 日本語版演出 - 田島荘三

## 放映リスト
| # | サブタイトル       | 原題                | 脚本                 | 演出         | 放送日         |
| - | ------------------ | ------------------- | -------------------- | ------------ | -------------- |
| 1 | ヘッドマスター誕生 | The Rebirth, Part 1 | デイヴィッド・ワイズ | ジェホ・ホン | 1987年 11月9日 |
| 2 | デストロンの反撃   | The Rebirth, Part 2 | デイヴィッド・ワイズ | ジェホ・ホン | 11月10日       |
| 3 | 銀河最大の危機     | The Rebirth, Part 3 | デイヴィッド・ワイズ | ジェホ・ホン | 11月11日       |